# Trypetisoma eutretoides
Trypetisoma eutretoides är en tvåvingeart som beskrevs av Arnaud 1968. Trypetisoma eutretoides ingår i släktet Trypetisoma och familjen lövflugor.
Artens utbredningsområde är Kalifornien. Inga underarter finns listade i Catalogue of Life.